# Zhongmou
Zhongmou, tidigare romaniserat Chungmow, är ett härad som lyder under provinshuvudstaden Zhengzhous stad på prefekturnivå i Henan-provinsen i centrala Kina.